# Udita Goswami
Udita Goswami (Dehradun, 9 de febrero de 1984) es una actriz y modelo india, popular en el ambiente cinematográfico de Bollywood.

## Primeros años y estudios
Goswami nació en la ciudad de Dehradun. Su padre es originario de Banaras y su madre de Shillong. La abuela de Goswami es de origen nepalí. Completó su educación en Dehradun, donde estudió en las escuelas públicas Cambrian Hall y D.A.V. hasta el grado noveno.

## Carrera
Goswami inició su carrera en el mundo del modelaje y más tarde logró figurar en el ambiente cinematográfico de Bollywood. 
"A los 16, asistí a un instituto de modas en Dehradun. Después me mudé a Delhi para iniciar una carrera como modelo, envié algunas fotografías que tomé en mi casa a un concurso llamado MTV Model Mission. Fui seleccionada y finalmente gané el concurso. Lentamente, empecé a ganar más trabajos y terminé haciendo una gran cantidad de comerciales. Me convertí en una de las mejores modelos de Delhi. Fue la primera en aparecer en la portada de la revista Elle", afirmó Goswami en una entrevista.
Goswami realizó campañas publicitarias para destacadas marcas como Pepsi y Titan y debutó en el cine de Bollywood junto con John Abraham en el largometraje Paap, debut como director de Pooja Bhatt. Dos años después protagonizó Zeher en un elenco conformado además por Emraan Hashmi y Aksar, con Dino Morea como coprotagonista. A partir de ese momento registró apariciones en casi una veintena de producciones cinematográficas, además de una colaboración con Upen Patel en el vídeoclip de Ahmed Khan Kya Khoob Lagti Ho.
Inició la década de 2010 protagonizando las películas Chase, Apartment, Rokkk y Mere Dost Picture Abhi Baki Hai. En 2012 interpretó el papel protagónico en la película de Vinod Mukhi Diary of a Butterfly. La cinta, protagonizada además por Rati Agnihotri y Rajesh Khattar, no fue bien recibida por la crítica especializada.

## Plano personal
Goswami sostuvo una relación sentimental con el director de cine y guionista Mohit Suri por varios años antes de formalizar su relación en 2013. La pareja tiene dos hijos, una niña nacida en 2015 y un hijo nacido en 2018.

## Filmografía
| Año  | Película                        | Papel            | Notas                                                   |
| ---- | ------------------------------- | ---------------- | ------------------------------------------------------- |
| 2003 | Paap                            | Kaaya            | Nominada a los Zee Cine Awards por mejor debut femenino |
| 2005 | Zeher                           | Anna Verghese    |                                                         |
| 2006 | Aksar                           | Sheena Roy Singh |                                                         |
| 2006 | Dil Diya Hai                    | Pannu            | Aparición especial                                      |
| 2007 | Aggar                           | Jhanvi           |                                                         |
| 2009 | Kisse Pyaar Karoon              | Sheetal          |                                                         |
| 2009 | Fox                             | Sophia           |                                                         |
| 2009 | The Man                         |                  |                                                         |
| 2009 | Helloo India                    |                  |                                                         |
| 2010 | Chase                           | Nupur Chauhan    |                                                         |
| 2010 | Apartment                       |                  | Aparición especial                                      |
| 2010 | Rokkk                           | Ahana            |                                                         |
| 2012 | Mere Dost Picture Abhi Baki Hai | Mohini           |                                                         |
| 2012 | Diary of a Butterfly            | Gul              |                                                         |